# Castillo de Vila Viçosa

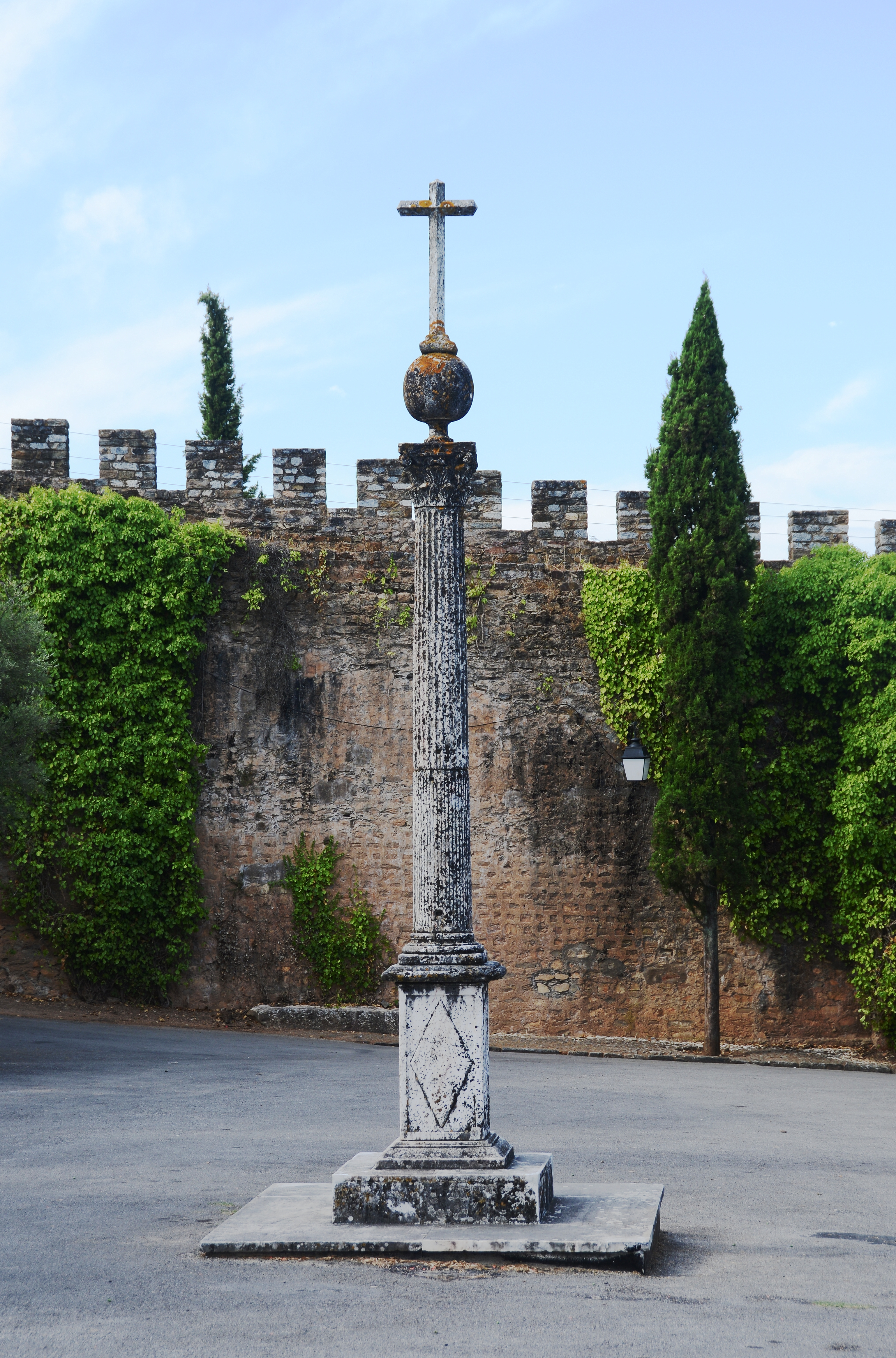
Crucero en el Castillo de Vila Viçosa

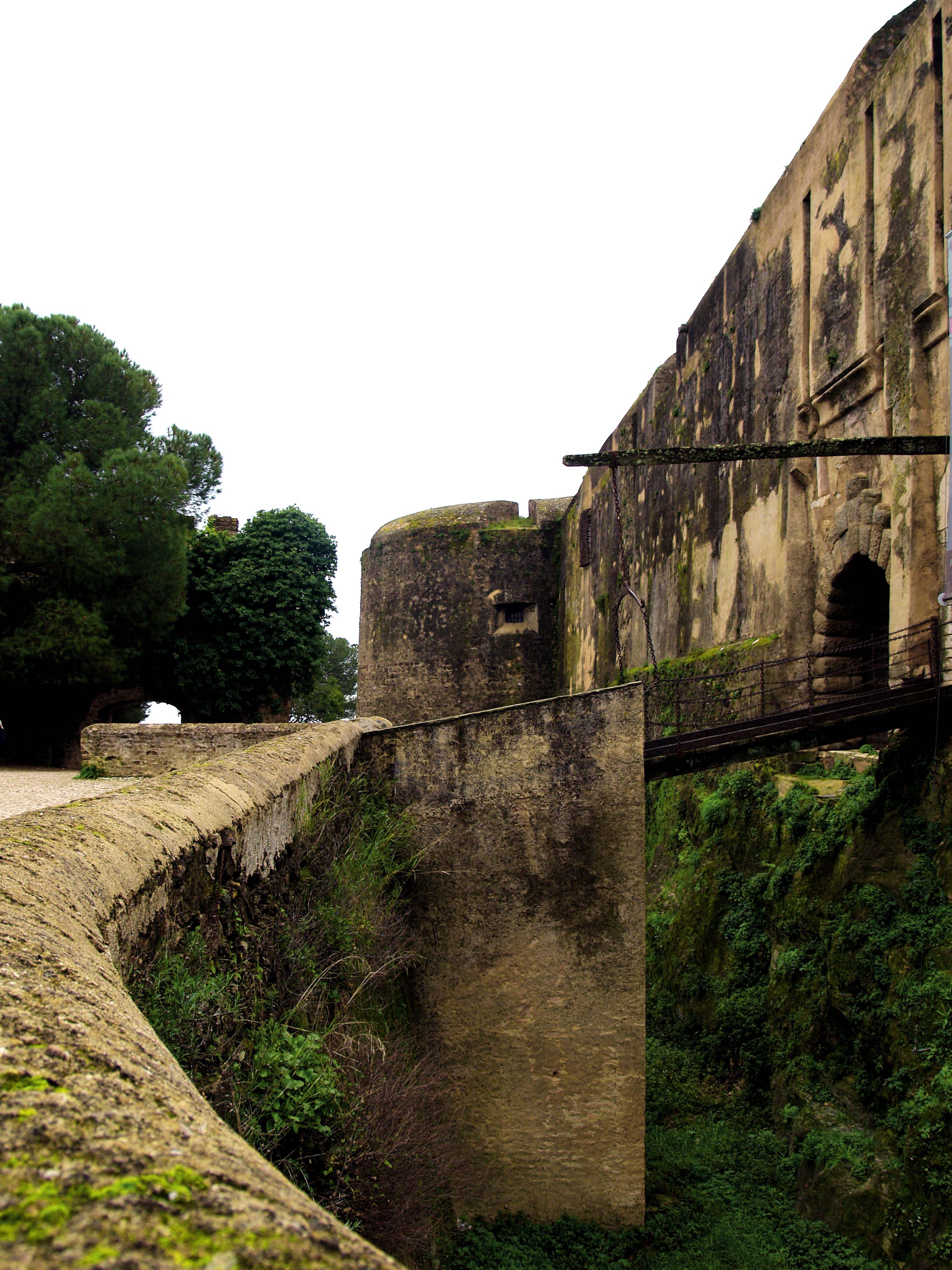
Castillo de Vila Viçosa: aspecto de la puerta de entrada, foso, muralla y baluarte.

El Castillo de Vila Viçosa, en el Alentejo, se encuentra en la parroquia de  Conceição, en el pueblo y municipio de Vila Viçosa, Distrito de Évora, en Portugal .
En posición dominante sobre el pueblo, próximo a la vertiente nororiental de la Serra de Ossa, se erige sobre una colina defendida naturalmente por el arroyo Ficalho y el arroyo Carrascal, afluentes menores del río Guadiana.

## Historia

### Antecedentes

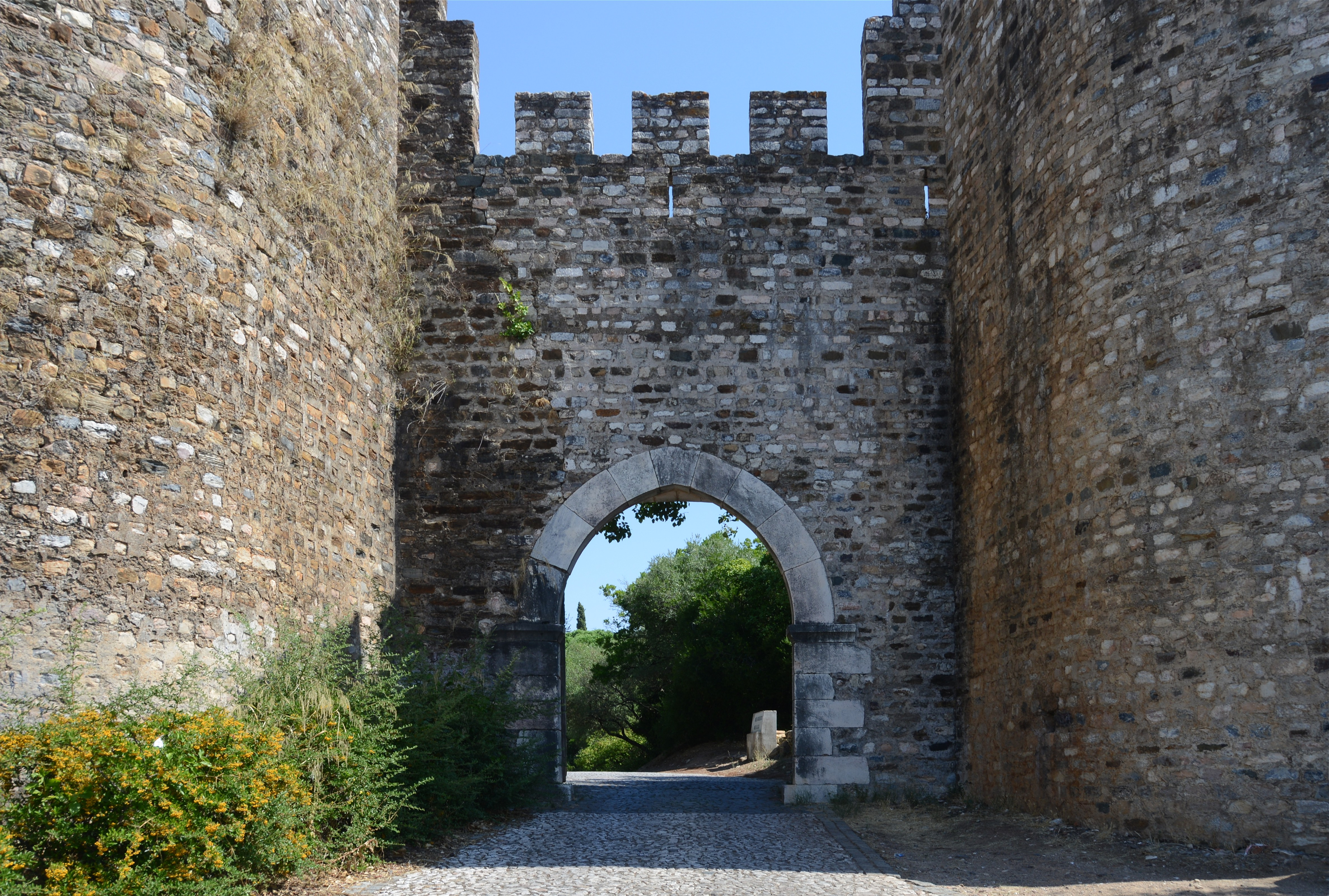
Castillo de Vila Viçosa, Portugal: puerta.

Aunque no existe información fiable, a juzgar por el testimonio de lápidas encontradas en la región, se cree que la primitiva ocupación humana de este lugar se remonta a la  invasión romana de la península ibérica. Al estar cerca de la calzada romana que comunicaba Évora con  Mérida, algunos autores creen que la ocupación de esta elevación se llevó a cabo mediante alguna pequeña fortificación.

### El castillo medieval
En la época de la reconquista cristiana de la península, cuando se afirmó la nacionalidad portuguesa, la región fue dominada desde la conquista de Alcácer do Sal (1217).
Aunque no se puede decir si un asentamiento primitivo fue abandonado y reocupado, o si su asentamiento cristiano fue tardío, es cierto que Vila Viçosa recibió de D. Afonso III (1248-1279) su carta, aprobada el 5 de junio de 1270. A partir de ese momento se inicia la construcción de su castillo, y su hijo y sucesor, D. Dinis (1279-1325), dará un impulso efectivo, terminando su construcción y levantando la valla del pueblo.
Durante el reinado de D. Fernando I (1367-1383), al igual que en varios castillos del reino, se realizaron importantes mejoras en la fortificación de Vila Viçosa.
Al finalizar la crisis de 1383-1385, los dominios de Vila Viçosa formaron parte de la vasta donación hecha por el rey João I (1385-1433) al Condestable del Reino, D. Nuno Álvares Pereira, en recompensa por sus servicios.
La ciudad, a su vez, pasó a su nieto, D. Fernando, Conde de Arraiolos, por donación el 4 de abril de 1422. Se convirtió en el 2º Duque de Braganza y, acostumbrado a las llanuras del Alentejo, no quiso instalarse en el Paço de Guimarães. Así, construyó en el Castillo de Vila Viçosa un palacio, elevando esta localidad a la categoría de sede del Ducado de Braganza.
Su hijo, D. Fernando, 3º Duque de Braganza, fue acusado por el Rey D. João II de traición, por lo que fue decapitado en Évora. Por ello, la familia se exilió en Castilla, dejando el castillo de Vila Viçosa, donde vivían.
Una vez regresado, el duque D. Jaime de Braganza no quiso vivir en el palacio ligado a la trágica memoria de su padre y, siendo tratado su matrimonio con la noble española D. Leonor, hija del duque de Medina Sidonia, construyó en 1501, el actual Palacio Ducal, donde comenzó a residir desde su matrimonio al año siguiente. Aún para su determinación, se hicieron varias obras en el castillo, entre las cuales los bastiones/torretones de estilo manuelino y el foso defensivo.

### Desde la Guerra de Restauración hasta nuestros días
En el contexto de la Guerra de Restauración, el castillo recibió el refuerzo de una nueva cintura de muros, erigida entre 1663 y 1664, con un plano en forma de polígono estrellado, adaptado a la artillería entonces moderna. Así defendida, la villa resistió victoriosamente el asalto de las tropas españolas bajo el mando del Marqués de Caracena, vencido entonces en un lugar cercano por las tropas portuguesas bajo el mando del Marqués de Marialva, en la batalla de Montes Claros (1665).
Está clasificado como Monumento Nacional por Decreto publicado el 23 de junio de 1910.
El castillo, propiedad de la Fundación Casa de Braganza, fue objeto de trabajos de consolidación y restauración en varias ocasiones a lo largo del siglo XX, habiendo servido durante algunos años como posada. El Museo de la Caza, donde se encuentra la colección privada de Manuel Lopo Caroça de Carvalho, y el Museo de Arqueología de la Fundación están actualmente alojados allí.

## Características
El castillo medieval es de planta cuadrada, con muros de unos sesenta metros de lado, reforzados, en los ángulos oeste y este, por grandes torres de planta circular. Su cara noroeste y parte del noreste eran comunes a la valla del pueblo. En su interior se levantó la iglesia principal, sede de la primera parroquia del pueblo, y que hoy es el importante Santuario de Nossa Senhora da Conceição de Vila Viçosa, proclamada patrona de Portugal en 1646.
La Torre de Menagem sólo se erigió bajo el reinado de D. Fernando, lejos del castillo, frente a una puerta rasgada en medio de la sección suroeste de la valla del pueblo, a la que estaba unida por un pasadizo.
Delimitando una superficie de unas tres hectáreas, la valla del pueblo, de planta pentagonal irregular, está rasgada por varias puertas, entre ellas la llamada Porta de Évora, la Porta de Estremoz y la Porta de Olivença.